# Golden Child
Golden Child (кор. 골든차일드; скорочено GNCD або GolCha) — південнокорейський бой-бенд, створений Woollim Entertainment у 2017 році. До складу гурту входять десять учасників: Дейоль, Вай, Чанджун, Теґ, Синмін, Джехьон, Чібом, Донхьон, Чучан і Бомін. Одинадцятий учасник, Джесок, покинув гурт у 2018 році через проблеми зі здоров'ям. Гурт дебютував 28 серпня 2017 року з альбомом Gol-Cha!.

## Історія

### 2017:W Project,2017 Woollim Pickі дебют зGol-cha!
У січні 2017 року Woollim Entertainment запустили пре-дебютний проект для стажерів W Project. П'ять учасників Golden Child (Чучан, Чанджун, Теґ, Дейоль, Донхьон) і колишній учасник Джесок були представлені в рамках цього проекту.
15 травня Woollim Entertainment запустили новий проект Golden Child, їхній перший чоловічий гурт за сім років після дебюту гурту Infinite. 17 травня стали відомі імена всіх одинадцяти учасників гурту. 22 травня Woollim Entertainment поширили концептуальні фотографії для Golden Child і підтвердили, що вони будуть мати своє пре-дебютне реаліті-шоу 2017 Woollim Pick. 9 серпня було оголошено, що Golden Child стануть запрошеними гостями у серіалі 20th Century Boy and Girl.

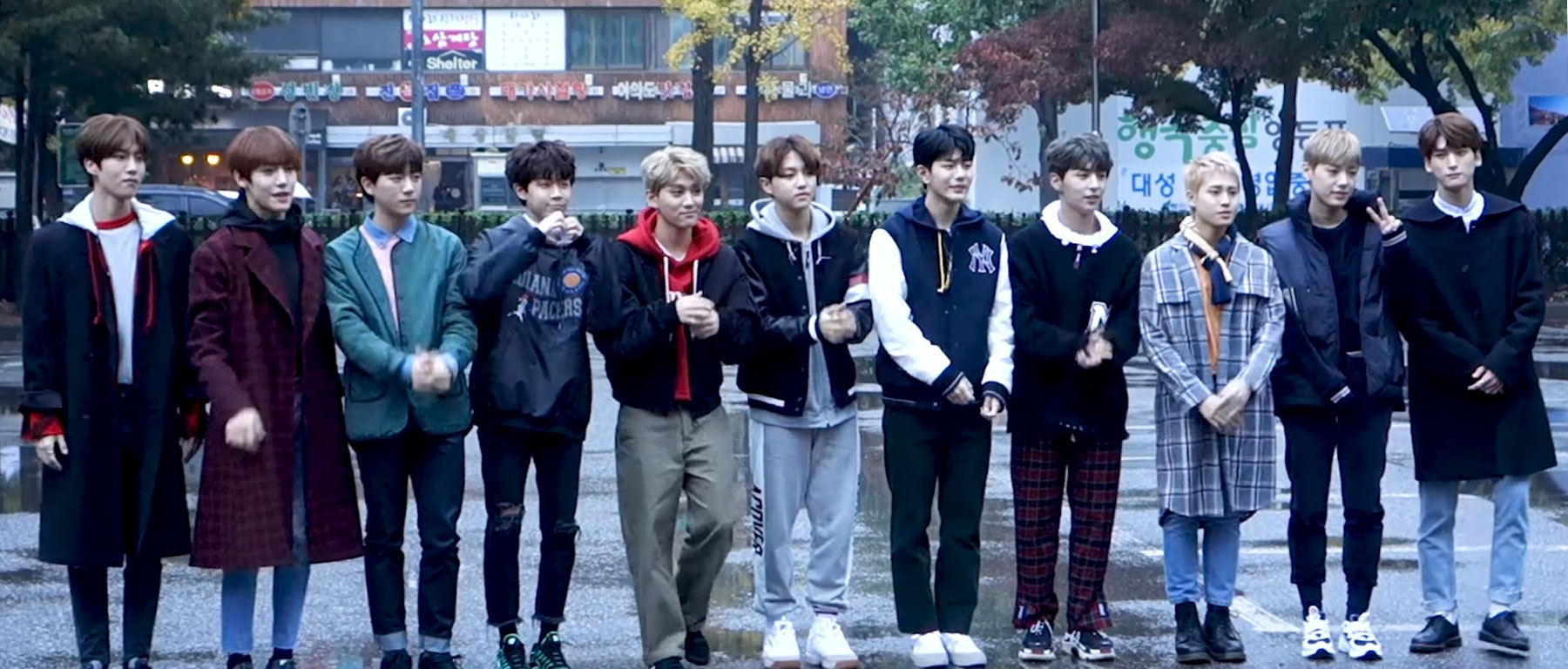
Golden Child на KBS

Golden Child офіційно дебютували 28 серпня зі своїм першим мініальбомом Gol-cha!. До альбому увійшло шість треків, зокрема заголовний — «DamDaDi». Дебютний виступ відбувся в місцевому центрі культури Blue Square iMarket Hall в день релізу альбому.
1 вересня Golden Child офіційно дебютували на сцені музичної програми Music Bank, виконавши пісні «DamDaDi» та «I Love You So». 17 вересня мініальбом зайняв перше місце в чарті найбільшої японської музичної платформи Tower Records. 16 жовтня вони випустили пісню «Love Letter», що увійшла до саундтреку серіалу 20th Century Boy and Girl.

### 2018: зміни у складі,Miracle,GoldennessіWish
6 січня 2018 року було оголошено, що Джесок покинув гурт через проблеми зі здоров'ям. Решта учасників продовжували працювати як гурт і 29 січня випустили свій другий мініальбом Miracle. Мініальбом також містить шість треків, включаючи заголовний трек «It's U». Презентація альбому відбулася у Blue Square iMarket Hall того самого дня у день релізу.
Для просування мініальбому гурт випустив додатковий кліп на пісню «Lady». 13 квітня вони офіційно завершили свій трьохмісячний марафон з просування альбому.
22 травня Golden Child провели свою першу фан-зустріч в Сеулі під назвою «Golden Day», щоб відзначити свою першу річницю дебюту. Вони також провели фан-зустрічі в Японії, а саме Нагої та Токіо, 24 та 25 травня відповідно.
24 червня Golden Child виступили на фестивалі KCON NY 2018. 11 серпня Golden Child виступили у складі KCON LA 2018.
Згодом, було підтверджено участь гурту у першому в історії KCON Thailand 29 вересня 2018 року.
4 травня Golden Child оголосили офіційну назву свого фандому — «Goldenness», після чого 4 липня відбувся реліз першого в їх дискографії сингл-альбому Goldenness, який містить три треки, включаючи головний сингл «Let Me».

### 2019—2020:Re-boot,Without You,Road to Kingdom,Take a LeapіPump It Up
2 травня 2019 року Golden Child випустили свій перший цифровий сингл «Spring Again» на знак подяки фанатам під час їхньої перерви.
16 жовтня на медіа-платформі Lululala Story Lab почав транслюватися перший веб-ситком Crazy Petty Housemate від Golden Child. Веб-серіал, що складався із восьми серій транслювався щосереди та щосуботи.
18 листопада Golden Child випустили свій перший студійний альбом Re-boot. Він містить дванадцять треків, включаючи заголовний трек «Wannabe».
26 грудня гурт виграв свою першу в історії музичну нагороду на шоу M Countdown.
Golden Child успішно провели свій перший концерт «Future and Past» 18 та 19 січня 2020 року. Перероблена версія їхнього першого студійного альбому під назвою Without You була випущена 29 січня 2020 року, до якої увійшов однойменний головний сингл.

## Учасники
6 січня 2018 Woollim Entertainment оголосили, що Джесок залишає гурт через проблеми зі здоров'ям.
29 березня 2022 Дейоль став першим учасником гурту, що був зарахований на військову службу. Він був звільнений 28 вересня 2023. Вай був зараханований на військову службу 20 березня 2023.
| Сценічне ім'я    | Сценічне ім'я | Сценічне ім'я | Справжнє ім'я | Справжнє ім'я | Справжнє ім'я | Дата народження              | Позиція у гурті            |
| Українською      | Латиницею     | Хангилем      | Українською   | Латиницею     | Хангилем      | Дата народження              | Позиція у гурті            |
| ---------------- | ------------- | ------------- | ------------- | ------------- | ------------- | ---------------------------- | -------------------------- |
| Дейоль           | Daeyeol       | 대열          | Лі Дейоль     | Lee Daeyeol   | 이대열        | 11 лютого 1993 (32 роки)     | Лідер, танцюрист, вокаліст |
| Вай              | Y             | 와이          | Чхве Сонюн    | Choi Sungyoon | 최성윤        | 31 липня 1995 (29 років)     | Головний вокаліст          |
| Чанджун          | Jangjun       | 장준          | Лі Чанджун    | Lee Jangjun   | 이장준        | 3 березня 1997 (28 років)    | Головний репер, вокаліст   |
| Теґ              | Tag           | 태그          | Сон Йонтек    | Son Youngtaek | 손영택        | 13 квітня 1998 (26 років)    | Головний репер, вокаліст   |
| Синмін           | Seungmin      | 승민          | Пе Синмін     | Bae Seungmin  | 배승민        | 13 жовтня 1998 (26 років)    | Вокаліст                   |
| Джехьон          | Jaehyun       | 재현          | Пон Джехьон   | Bong Jaehyun  | 봉재현        | 4 січня 1999 (26 років)      | Вокаліст                   |
| Чібом            | Jibeom        | 지범          | Кім Чібом     | Kim Jibeom    | 김지범        | 3 лютого 1999 (26 років)     | Вокаліст                   |
| Донхьон          | Dong-hyun     | 동현          | Кім Донхьон   | Kim Donghyun  | 김동현        | 23 лютого 1999 (26 років)    | Танцюрист, вокаліст        |
| Чучан            | Joochan       | 주찬          | Хон Чучан     | Hong Joo-chan | 홍주찬        | 31 липня 1999 (25 років)     | Вокаліст                   |
| Бомін            | Bomin         | 보민          | Чхве Бомін    | Choi Bomin    | 최보민        | 24 серпня 2000 (24 роки)     | Вокаліст                   |
| Колишні учасники |               |               |               |               |               |                              |                            |
| Джесок           | Jaeseok       | 재석          | Пак Джесок    | Park Jaeseok  | 박재석        | 20 листопада 1995 (29 років) | Вокаліст, танцюрист        |

## Дискографія

### Студійні альбоми
| Назва        | Деталі альбоу | Пікові позиції у чартах | Пікові позиції у чартах | Продажі                                   |
| Назва        | Деталі альбоу | KOR                     | JPN                     | Продажі                                   |
| ------------ | --- | ----------------------- | ----------------------- | ----------------------------------------- |
| Re-boot      | - Реліз: 18 листопада 2019 - Лейбл: Woollim Entertainment - Формат: CD, цифрове завантаження, стриминг | 8                       | —                       | - Південна Корея: 21,743                  |
| Game Changer | - Реліз: August 2, 2021 - Лейбл: Woollim Entertainment - Формат: CD, цифрове завантаження, стриминг Трек-лист 1. «Game Changer» 2. «Ra Pam Pam» 3. «Bottom of the Ocean» 4. «Fanfare» (빵빠레) 5. «Singing in the Rain» (Joo Chan & Bo Min) 6. «Game» (Tag & Ji Beom) 7. «Spell» (주문을 걸어) 8. «Out the Window» (창밖으로 우리가 흘러) (Dae Yeol Solo) 9. «Poppin'» (Y & Jang Jun) 10. «That Feeling» (느낌적인 느낌) (Seung Min & Dong Hyun & Jae Hyun) 11. «I Know» (난 알아요) | 2                       | 30                      | - Південна Корея: 148,177 - Японія: 1,542 |

### Перевидання
| Назва       | Деталі | Пікові позиції у чартах | Продажі                  |
| Назва       | Деталі | KOR                     | Продажі                  |
| ----------- | --- | ----------------------- | ------------------------ |
| Without You | - Реліз: 29 січня2020 - Лейбл: Woollim Entertainment - Формат: CD, цифрове завантаження, стриминг | 4                       | - Південна Корея: 22,953 |
| Ddara       | - Реліз: 5 жовтня 2021 - Лейбл: Woollim Entertainment - Формат: CD, цифрове завантаження, стриминг Трек-лист 1. «Game Changer» 2. «Ra Pam Pam» 3. «Ddara» 4. «Oasis» 5. «Bottom of the Ocean» 6. «Fanfare» (빵빠레) 7. «Singing in the Rain» (Joo Chan & Bo Min) 8. «Game» (Tag & Ji Beom) 9. «Spell» (주문을 걸어) 10. «Out the Window» (창밖으로 우리가 흘러) (Dae Yeol Solo) 11. «Poppin'» (Y & Jang Jun) 12. «That Feeling» (느낌적인 느낌) (Seung Min & Dong Hyun & Jae Hyun) 13. «I Know» (난 알아요) | 12                      | - Південна Корея: 42,432 |

### Мініальбоми
| Назва       | Деталі | Пікові позиції у чартах | Пікові позиції у чартах | Продажі                                  |
| Назва       | Деталі | KOR                     | JPN                     | Продажі                                  |
| ----------- | --- | ----------------------- | ----------------------- | ---------------------------------------- |
| Gol-Cha!    | - Реліз: 28 серпня 2017 - Лейбл: Woollim Entertainment - Формат: CD, цифрове завантаження, стриминг Трек-лист 1. «Gol-Cha!» 2. «DamDaDi» (담다디) 3. «With Me» (나랑해) 4. «What Happened?» (내 눈을 의심해) 5. «I Love You So» (네가 너무 좋아) 6. «Sea»                        | 3                       | —                       | - Південна Корея: 27,808 - Японія: 340   |
| Miracle     | - Реліз: 29 січня 2018 - Лейбл: Woollim Entertainment - Формат: CD, цифрове завантаження, стриминг Трек-лист 1. «Miracle» (奇跡 (기적)) 2. «It's U» (너라고) 3. «Lady» 4. «Crush» 5. «All Day» (모든 날) 6. «I'm Falling»                                                        | 3                       | 22                      | - Південна Корея: 46,281 - Японія: 3,812 |
| Wish        | - Реліз: 24 жовтня 2018 - Лейбл: Woollim Entertainment - Формат: CD, цифрове завантаження, стриминг Трек-лист 1. «Wish» 2. «Genie» 3. «Eyes on You» (너) 4. «I See U» (너만 보인다) 5. «Listen» (들어봐 줄래) 6. «YTMOB (You Turn Me On Baby)» (넌 모를 거야) 7. «Would U Be My» | 3                       | 19                      | - Південна Корея: 45,307 - Японія: 8,328 |
| Take a Leap | - Реліз: 23 червня 2020 - Лейбл: Woollim Entertainment - Формат: CD, цифрове завантаження, стриминг Трек-лист 1. «Take Off» 2. «One (Lucid Dream)» 3. «OMG» (훅 들어와) 4. «Moment» (혼잣말) 5. «Make Me Love» 6. «H.E.R» (그녀에게) 7. «Pass Me By»                             | 6                       | 26                      | - Південна Корея: 65,220 - Японія: 2,081 |
| Yes.        | - Реліз: 25 січня 2021 - Лейбл: Woollim Entertainment - Формат: CD, цифрове завантаження, стриминг | 2                       | 42                      | - Південна Корея: 113,966                |
| Aura        | - Реліз: 8 серпня 2022 - Лейбл: Woollim Entertainment - Формат: CD, цифрове завантаження, стриминг Трек-лист 1. «Aura» 2. «Replay» 3. «Knocking on My Door» 4. «3! 6! 5!» 5. «Purpose» 6. «Miracle»                                                                              | 7                       | —                       | - Південна Корея: 89,689                 |

### Сингл-альбоми
| Назва      | Деталі альбому | Пікові позиції у чартах | Продажі                  |
| Назва      | Деталі альбому | KOR                     | Продажі                  |
| ---------- | --- | ----------------------- | ------------------------ |
| Goldenness | - Реліз: 4 липня 2018 - Лейбл: Woollim Entertainment - Формат: CD, цифрове завантаження, стриминг Трек-лист 1. «Let Me» 2. «If» 3. «Thank You»                                     | 6                       | - Південна Корея: 33,953 |
| Pump It Up | - Реліз: 7 жовтня 2020 - Лейбл: Woollim Entertainment - Формат: CD, цифрове завантаження, стриминг Трек-лист 1. «Pump It Up» 2. «That Guy» (그 자식) 3. «Lean on Me» (너의 뒤에서) | 2                       | - Південна Корея: 98,239 |
| Feel Me    | - Реліз: 2 листопада 2023 - Лейбл: Woollim Entertainment - Формат: CD, цифрове завантаження, стриминг Трек-лист 1. «Feel Me» 2. «Blind Love» 3. «Dear»                             | 10                      | - Південна Корея: 41,307 |

### Сингли
| Назва                                                                            | Рік  | Пікові позиції у чартах | Пікові позиції у чартах | Пікові позиції у чартах | Пікові позиції у чартах | Пікові позиції у чартах | Продажі                 | Альбом               |
| Назва                                                                            | Рік  | KOR                     | KOR                     | JPN                     | US Dig.                 | US World                | Продажі                 | Альбом               |
| Назва                                                                            | Рік  | Circle                  | Hot                     | JPN                     | US Dig.                 | US World                | Продажі                 | Альбом               |
| -------------------------------------------------------------------------------- | ---- | ----------------------- | ----------------------- | ----------------------- | ----------------------- | ----------------------- | ----------------------- | -------------------- |
| «DamDaDi» (담다디)                                                               | 2017 | —                       | —                       | —                       | —                       | —                       | Н/Д                     | Gol-Cha!             |
| «It's U» (너라고)                                                                | 2018 | —                       | —                       | —                       | —                       | —                       | Н/Д                     | Miracle              |
| «Let Me»                                                                         | 2018 | —                       | —                       | —                       | —                       | —                       | Н/Д                     | Goldenness           |
| «Genie»                                                                          | 2018 | —                       | —                       | —                       | —                       | —                       | Н/Д                     | Wish                 |
| «Spring Again» (그러다 봄)                                                       | 2019 | —                       | —                       | —                       | —                       | —                       | Н/Д                     | Сингл без альбому    |
| «Wannabe»                                                                        | 2019 | —                       | —                       | —                       | —                       | —                       | Н/Д                     | Re-boot              |
| «Without You»                                                                    | 2020 | —                       | —                       | —                       | —                       | —                       | Н/Д                     | Without You          |
| «One (Lucid Dream)»                                                              | 2020 | —                       | —                       | —                       | —                       | —                       | Н/Д                     | Take a Leap          |
| «Pump It Up»                                                                     | 2020 | —                       | —                       | —                       | —                       | —                       | Н/Д                     | Pump It Up           |
| «Burn It» (안아줄게)                                                             | 2021 | 89                      | 43                      | —                       | —                       | —                       | Н/Д                     | Yes.                 |
| «Ra Pam Pam»                                                                     | 2021 | —                       | —                       | —                       | 37                      | 2                       | Н/Д                     | Game Changer         |
| «Ddara»                                                                          | 2021 | —                       | —                       | —                       | —                       | —                       | Н/Д                     | Ddara                |
| «Replay»                                                                         | 2022 | —                       | —                       | —                       | —                       | —                       | Н/Д                     | Aura                 |
| «Feel Me»                                                                        | 2023 | —                       | —                       | —                       | —                       | —                       | Н/Д                     | Feel Me              |
| Японські                                                                         |      |                         |                         |                         |                         |                         |                         |                      |
| «A Woo!!»                                                                        | 2022 | —                       | —                       | 1                       | —                       | —                       | - Японія: 11,756 (Фіз.) | Сингли поза альбомом |
| «Rata-Tat-Tat»                                                                   | 2022 | —                       | —                       | 7                       | —                       | —                       | - Японія: 8,697 (Фіз.)  | Сингли поза альбомом |
| «Crayon»                                                                         | 2023 | —                       | —                       | 10                      | —                       | —                       | - Японія: 5,838 (Фіз.)  | Сингл без альбому    |
| «—» релізи, що не потрапили у чарти або не були випущені у відповідних регіонах. |      |                         |                         |                         |                         |                         |                         |                      |

### Інші релізи
| Назва                                                                     | Рік                 | Учасник(и)          | Альбом                        |                     |                     |
| Поява у саундтреках                                                       | Поява у саундтреках | Поява у саундтреках | Поява у саундтреках           | Поява у саундтреках | Поява у саундтреках |
| ------------------------------------------------------------------------- | ------------------- | ------------------- | ----------------------------- | ------------------- | ------------------- |
| «Love Letter»                                                             | 2017                | Всі                 | 20th Century Boy and Girl OST |                     |                     |
| «Love Shaker»                                                             | 2020                | Вай, Синмін, Чучан  | Best Mistake 2 OST            |                     |                     |
| «Come With Me»                                                            | 2020                | Вай, Чібом          | Lonely Enough to Love OST     |                     |                     |
| «Love Your Everything»                                                    | 2022                | Чібом, Чучан        | Moonshine OST                 |                     |                     |
| Колаборації                                                               |                     |                     |                               |                     |                     |
| «Relay» (이어달리기) (з Сонгю (Infinite), Lovelyz, Rocket Punch, Drippin) | 2020                | Всі                 | Сингли поза альбомом          |                     |                     |
| «Under the Sky of Suncheon» (순천의 하늘 아래에서) (з Lovelyz)            | 2020                | Теґ, Чучан          | Сингли поза альбомом          |                     |                     |

## Відеографія

### Музичні відео
| Рік      | Назва                | Режисер(и)                        |
| -------- | -------------------- | --------------------------------- |
| 2017     | «DamDaDi»            | Korlio (August Frogs)             |
| 2018     | «It's U»             | Sunny Visual                      |
| 2018     | «Lady»               | Sunny Visual                      |
| 2018     | «Let Me»             | Sunny Visual                      |
| 2018     | «Genie»              | Sunny Visual                      |
| 2019     | «Spring Again»       |                                   |
| 2019     | «Wannabe»            | Zanybros                          |
| 2020     | «Without You»        | Zanybros                          |
| 2020     | «One (Lucid Dream)»  | Zanybros                          |
| 2020     | «Pump It Up»         | Zanybros                          |
| 2021     | «Burn It (안아줄게)» | Zanybros                          |
| 2021     | «Breathe»            | Zanybros                          |
| 2021     | «Ra Pam Pam»         | Zanybros                          |
| 2021     | «Ddara»              | Kim Jak Young (Flexible Pictures) |
| 2022     | «Replay»             | Korlio (August Frogs)             |
| 2023     | «Feel Me»            | Zanybros                          |
| Японські |                      |                                   |
| 2022     | «A Woo»              | Zanybros                          |
| 2022     | «Rata Tat Tat»       | Zanybros                          |

## Фільмографія

### Фільми
| Рік  | Назва        | Нотатки                |
| ---- | ------------ | ---------------------- |
| 2018 | Golden Movie | Короткометражний фільм |

### Телесеріали
| Рік  | Канал | Назва                     | Роль        | Нотатки |
| ---- | ----- | ------------------------- | ----------- | ------- |
| 2017 | MBC   | 20th Century Boy and Girl | Грають себе | Камео   |

### Реаліті-шоу
| Рік  | Канал                        | Назва                                                         | Нотатки                                                   |
| ---- | ---------------------------- | ------------------------------------------------------------- | --------------------------------------------------------- |
| 2017 | Mnet                         | 2017 Woollim Pick                                             | Дебютне реаліті-шоу Golden Child                          |
| 2017 | Naver/V Live                 | Ring It! Golden Child!                                        | Виходило щовівторка. Ведуча Кім Сін Йон                   |
| 2018 | YouTube, V Live              | Gol-Cha's Holiday                                             |                                                           |
| 2018 | YouTube,V Live               | Gol-Cha's Holiday Season 2                                    |                                                           |
| 2018 | DATV, KNTV, Kchan! Hallyu TV | Let's Go Korea Gangwon-do Infinite x Golden Child Battle Tour | Дейоль, Вай, Чанджун (з Сонйолем та Сонджоном з Infinite) |
| 2018 | V Live                       | Make A Wish                                                   |                                                           |
| 2019 | Kchan! Hallyu TV             | Tsukuru Miracle Golcha TV                                     |                                                           |
| 2019 | YouTube                      | Gol-Cha's Holiday Season 3                                    |                                                           |
| 2020 | V Live, YouTube              | 2020 Crazy Petty Reunion (Uhadong)                            | Вар'єте шоу                                               |
| 2020 | U+ Idol Live, YouTube        | Idol Workshop Golden Child                                    |                                                           |
| 2022 | Olleh TV                     | 2022 Winter Golympics                                         | 7 епізодів                                                |

### Веб-серіали
| Рік  | Мережа             | Назва                         | Роль        | Нотатки                        |
| ---- | ------------------ | ----------------------------- | ----------- | ------------------------------ |
| 2019 | Lululala Story Lab | Crazy Petty Housemate (Uhame) | Грають себе | Перший веб-ситком Golden Child |

## Концерти

### Golden Child 1st Concert— Future and Past
| Дата          | Місто | Країна         | Місце проведення        |
| ------------- | ----- | -------------- | ----------------------- |
| 18 січня 2020 | Сеул  | Південна Корея | BlueSquare iMarket Hall |
| 19 січня 2020 | Сеул  | Південна Корея | BlueSquare iMarket Hall |

### Golden Child Ontact Concert— NOW
| Дата            | Місто | Країна         | Місце проведення    |
| --------------- | ----- | -------------- | ------------------- |
| 13 вересня 2020 | Сеул  | Південна Корея | MyMusicTaste, Seezn |

### 2021 Golden Child Concert— Summer Breeze (скасований)
| Дата          | Місто | Країна         | Місце проведення                         |
| ------------- | ----- | -------------- | ---------------------------------------- |
| 17 липня 2021 | Сеул  | Південна Корея | BlueSquare Mastercard Hall. MyMusicTaste |
| 18 липня 2021 | Сеул  | Південна Корея | BlueSquare Mastercard Hall. MyMusicTaste |

### 2022 Golden Child Concert— Play
| Дата          | Місто | Країна         | Місце проведення   |
| ------------- | ----- | -------------- | ------------------ |
| 5 лютого 2022 | Сеул  | Південна Корея | KBS Arena. Kavecon |
| 6 лютого 2022 | Сеул  | Південна Корея | KBS Arena. Kavecon |

### 2022 Golden Child US Concert Tour— Play
| Дата           | Місто                     | Країна | Місце проведення            |
| -------------- | ------------------------- | ------ | --------------------------- |
| 24 червня 2022 | Сан-Хосе, Каліфорнія      | США    | Montgomery Theater          |
| 26 червня 2022 | Лос-Анджелес, Каліфорнія  | США    | Teragram Ballroom           |
| 28 червня 2022 | Денвер, Колорадо          | США    | Fox Theater                 |
| 30 червня 2022 | Даллас, Техас             | США    | South Side Music Hall       |
| 2 липня 2022   | Міннеаполіс, Міннесота    | США    | The Lyric at Skyway Theater |
| 4 липня 2022   | Чикаго, Мічиган           | США    | Concord Music Hall          |
| 6 липня 2022   | Нашвілл, Теннессі         | США    | The Basement East           |
| 8 липня 2022   | Атланта, Джорджія         | США    | Center Stage Theater        |
| 10 липня 2022  | Нью-Йорк, Нью-Йорк        | США    | Central Park SummerStage    |
| 11 липня 2022  | Філадельфія, Пенсільванія | США    | Keswick Theater             |

## Нагороди і номінації
| Рік  | Нагорода                             | Номінант / робота | Категорія                    | Результат | Прим.         |
| ---- | ------------------------------------ | ----------------- | ---------------------------- | --------- | ------------- |
| 2017 | Mnet Asian Music Awards              | Golden Child      | Best New Male Artist         | Номінація | [ 81 ]        |
| 2017 | Mnet Asian Music Awards              | Golden Child      | Qoo10 Artist of the Year     | Номінація | [ 81 ]        |
| 2018 | Fandom School Awards                 | Golden Child      | The Best New Artist          | Перемога  | [ 82 ]        |
| 2018 | Korea Culture & Entertainment Awards | Golden Child      | K-pop Singer Award           | Перемога  | [ 83 ]        |
| 2018 | MTV Europe Music Awards              | Golden Child      | Best Korean Act              | Номінація | [ 84 ]        |
| 2018 | Seoul Music Awards                   | Golden Child      | New Artist Award             | Номінація | [ 85 ]        |
| 2018 | Seoul Music Awards                   | Golden Child      | Popularity Award             | Номінація | [ 85 ]        |
| 2018 | Seoul Music Awards                   | Golden Child      | Hallyu Special Award         | Номінація | [ 85 ]        |
| 2018 | V Live Awards                        | Golden Child      | Global Rookie Top 5          | Перемога  | [ 86 ]        |
| 2021 | Asia Artist Awards                   | Golden Child      | Choice Award                 | Перемога  | [ 87 ] [ 88 ] |
| 2021 | Golden Disc Awards                   | Golden Child      | Album Bonsang — Game Changer | Номінація | [ 89 ]        |
| 2021 | Hanteo Music Awards                  | Golden Child      | Artist Award — Male Group    | Номінація | [ 90 ]        |
| 2021 | Hanteo Music Awards                  | Golden Child      | WhosFandom Award             | Номінація | [ 90 ]        |
| 2021 | Seoul Music Awards                   | Golden Child      | Main Prize (Bonsang)         | Номінація | [ 91 ]        |
| 2021 | Seoul Music Awards                   | Golden Child      | K-wave Special Award         | Номінація | [ 91 ]        |
| 2022 | K Global Heart Dream Awards          | Golden Child      | Best Music Video             | Перемога  | [ 92 ]        |

## Нотатки
1. 1 2  З 20 березня 2023 на строковій службі
2. ↑  Вказані як Lovelyz, але пісню співають тільки Baby Soul та Рю Со Чон.

1. ↑  Сингл «One (Lucid Dream)» не потрапив у Gaon Digital Chart, але посів 77 місце у чарті завантажень[72].
2. ↑  Сингл «Pump It Up» не потрапив у Gaon Digital Chart, але посів 19 місце у чарті завантажень[73].
3. ↑  Сингл «Ra Pam Pam» не потрапив у Gaon Digital Chart, але посів 9 місце у чарті завантажень[74].
4. ↑  Сингл «Ddara» не потрапив у Gaon Digital Chart, але посів 15 місце у чарті завантажень[75].
5. ↑  Сингл «Replay» не потрапив у Circle Digital Chart,але посів 24 місце у чарті завантаежнь[76].